# Tanaecia samasara
Tanaecia samasara är en fjärilsart som beskrevs av Hans Fruhstorfer 1913. Tanaecia samasara ingår i släktet Tanaecia och familjen praktfjärilar. Inga underarter finns listade i Catalogue of Life.